# WONDERLAND (i☆Risのシングル)
「WONDERLAND」（ワンダーランド）は、i☆Risの4枚目のシングル。2013年11月20日にDIVE II entertainmentから発売された。

## 概要
- i☆Risのデビュー1周年記念シングル。ユニット初のトリプルA面シングルでリリースされた。

- 「幻想曲WONDERLAND（読み：ファンタジアワンダーランド）」は、不思議な世界に迷い込んだようなファンタジックな曲となっている[2]。TBS系『ランク王国』12・1月度 エンディングテーマに起用された[3]。

- 「Last Moment」は、若井友希がソロで歌うバラード曲。テレビ東京系「義風堂々!! 兼続と慶次」第2クールエンディングテーマに起用された[4]。

- 「EDGE OF HEAVEN」は、澁谷梓希がソロで歌うミドルバラード曲。ニンテンドー3DS「メタルマックス4 月光のディーヴァ」オープニングテーマに起用された[5]。

- Type-Cのみ収録の「もしも毎日がクリスマスだったら」は、すかんちのカバー楽曲となっている。

## 収録曲

### Type-A
1. 幻想曲WONDERLAND [5:25]
作詞：ACKO、作曲・編曲：永井ルイ
  - TBS系『ランク王国』12・1月度 エンディングテーマ
2. Last Moment [4:49]
作詞：渡辺徹、BOUNCEBACK、作曲：渡辺徹、編曲：ats-、歌：若井友希 from i☆Ris
  - テレビ東京系「義風堂々!! 兼続と慶次」第2クールエンディングテーマ
3. EDGE OF HEAVEN [4:43]
作詞：kaykim、作曲・編曲：門倉聡、歌：澁谷梓希 from i☆Ris
  - ニンテンドー3DS「メタルマックス4 月光のディーヴァ」オープニングテーマ
4. 幻想曲WONDERLAND -Instrumental-
5. Last Moment -Instrumental-
6. EDGE OF HEAVEN -Instrumental-

DVD
1. 幻想曲WONDERLAND -Music Video-
2. 幻想曲WONDERLAND -Off Shot Movie(1)-

### Type-B
1. Last Moment
2. 幻想曲WONDERLAND
3. EDGE OF HEAVEN
4. Last Moment -Instrumental-
5. 幻想曲WONDERLAND -Instrumental-
6. EDGE OF HEAVEN -Instrumental-

DVD
1. 幻想曲WONDERLAND -Music Video-
2. 幻想曲WONDERLAND -Off Shot Movie(2)-

### Type-C
1. 幻想曲WONDERLAND
2. Last Moment
3. EDGE OF HEAVEN
4. もしも毎日がクリスマスだったら [3:25]
作詞・作曲：Roy Wood、訳詞：ローリー寺西、編曲：永井ルイ
5. 幻想曲WONDERLAND -Instrumental-
6. Last Moment -Instrumental-
7. EDGE OF HEAVEN -Instrumental-
8. もしも毎日がクリスマスだったら -Instrumental-